# Al-Muttaqui

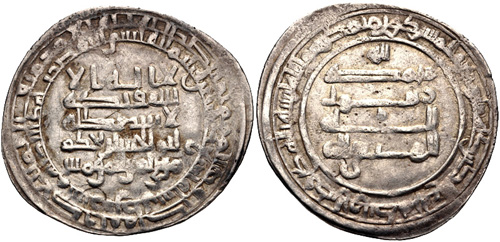
Dirham de al-Muttaqui

Al-Muttaqui (en árabe: المتقي, Abu Ishaq al-Muttaqi Illah Ibrahim ben Ŷá‘far al-Muqtádir) fue un califa abasí de Bagdad durante el periodo 940-944. Hijo de Al-Muqtádir, nació en 908 y murió en 968.

## Elección
A la muerte de su antecesor Ar-Radi, Bajkam, el emir de emires, estaba en campaña contra un emir persa llamado Al-Baridi, que había sido visir y trataba de constituir un principado independiente tras tomar el control de Al-Madain, al sur de Bagdad.
Bajkam envió a su secretario para organizar una consulta entre los descendientes de los abasíes y los de los alíes, que eligiera al sucesor. Resultó escogido Al-Muttaqui, hermano menor de Ar-Radi. Al-Muttaqui aceptó el cargo y, como signo de agradecimiento, su primer gesto fue enviar un estandarte y un vestido de honor a Bajkam, para confirmarle en su cargo (941).

## Los emir de emires
Bajkam derrotó a Al-Baridi, y antes de volver a Wasit, donde tenía su corte, participó en una cacería, en el curso de la cual, resultó muerto por una banda de salteadores kurdos. Bagdad cayó en la anarquía. Las tropas dailamitas y turcas fueron a reunirse con Al-Baridi, permitiéndole tomar Wasit y Bagdad como emir de emires.
Después de algunas semanas se vio obligado a huir, siendo reemplazado por un dailamita llamado Kurtekin. La tiranía de éste fue tal, que el califa hizo llamar al gobernador de Siria Ibn Ra'iq para echar a Kurtekin. Durante este tiempo, Al-Baridi descansaba en Wasit, de donde partió para atacar Bagdad. Ibn Ra'iq convenció al califa de que huyera con él a Mosul.
Al-Muttaqui fue bien recibido por los hamdaníes, que organizaron una campaña para reponerlo en el trono de Bagdad. El emir hamdaní de Mosul, Al-Hasan Násir al-Dawla se desembarazó de Ibn Ra'iq, haciéndole matar, y anexionó Siria a sus dominios (941). Al-Hasan se instaló en Bagdad, de donde expulsó a Al-Baridi.
A pesar de su poder, sus victorias sobre los bizantinos y sus orígenes árabes, los hamdaníes no fueron bienvenidos en Bagdad. Las tropas de mercenarios turcos no se dejaron dominar, y uno de sus jefes, llamado Tuzun, que acababa de vencer a Al-Baridi en Basora, entró triunfalmente en Bagdad, donde fue saludado con el nombre de emir de emires (942). Tuzun debió abandonar la capital, y durante su ausencia, una conspiración puso en peligro al califa, obligándolo a llamar de nuevo en su ayuda a los hamdaníes.
En 944, los hamdaníes y Tuzun hicieron las paces. Al-Muttaqui se retiró a Raqqa, ciudad que había sido en tiempos capital de sus antepasados. Refugiado en Raqqa, después de unos meses bajo la vigilancia de los hamdaníes, Al-Muttaqui llamó a su antiguo vasallo, el ijshidí Muhámmad ben Tughj. Este se apresuró a responder al califa, haciendo un humilde alegato y ofreciéndole suntuosos regalos. Le ofreció luego la posibilidad de refugiarse en Egipto, y ponerse así al resguardo de Tuzun. Esta oferta, así como la de los hamdaníes, tenía por objeto controlar el califato y anexionarse Siria. Rechazando estas dos ofertas de tutela, Al-Muttaqui se puso en manos de Tuzun, que juró tener las mejores intenciones tocantes al califa, pero que lo derrocó y mandó cegar. El mismo día, Tuzun instaló a Al-Mustakfi, primo de Al-Muttaqui (944).
Tuzun murió poco después, pero Al-Mutaqui sobrevivió hasta 968.